# Нога людини
Нога́ (кінцівка ни́жня вільна, лат. mémbrum inférius liberum) — парний орган опори і руху людини.
Філогенетично людська нога походить від задніх кінцівок амфібій, які, у свою чергу, походять від плавців риб.

## Анатомія

### Загальний опис
Нога анатомічно складається з трьох основних частин: стегна, гомілки і стопи. Стегно утворене стегновою кісткою (наймасивнішою і найміцнішою з людських кісток) і надколінником, що захищає колінний суглоб. Гомілку утворюють велика і мала гомілкові кістки. Стопу утворюють безліч дрібних кісток. Місце зчленування стегнової кістки з тазом називається кульшовим суглобом. Зчленування стегнової і гомілкових кісток називається колінним суглобом, а гомілкових кісток з кістками стопи — гомілковостопним суглобом. Ахіллове сухожилля обмежує рухи стопи щодо гомілкової кістки. Травми гомілковостопного і особливо колінного суглоба небезпечні, оскільки часто приносять незворотну шкоду.

### Області ноги
- Сіднична область (regio glutea)
- Передня область стегна (regio femoris anterior)
- Задня область стегна (regio femoris posterior)
- Передня область коліна (regio genu anterior)
- Задня область коліна (regio genu posterior)
- Передня область гомілки (regio cruris anterior)
- Задня область гомілки (regio cruris posterior)
- Передня область гомілковостопного суглоба (regio articulationis talocru — ralis anterior)
- Задня область гомілковостопного суглоба (regio articulationis talocru — ralis posterior)
- Зовнішня область гомілковостопного суглоба (regio articulationis talocru — ralis lateralis)
- Внутрішня область гомілковостопного суглоба (regio articulationis talocru — ralis medialis)
- Область тилу стопи (regio dorsi pedis)
- Область підошви (regio plantae pedis)